# Chiesa di San Giorgio (Moneglia)
La chiesa di San Giorgio è un luogo di culto cattolico situato nel comune di Moneglia, in via Fratelli Botto, nella città metropolitana di Genova. La chiesa è sede della parrocchia omonima del vicariato di Sestri Levante della diocesi di Chiavari.

## Storia e descrizione

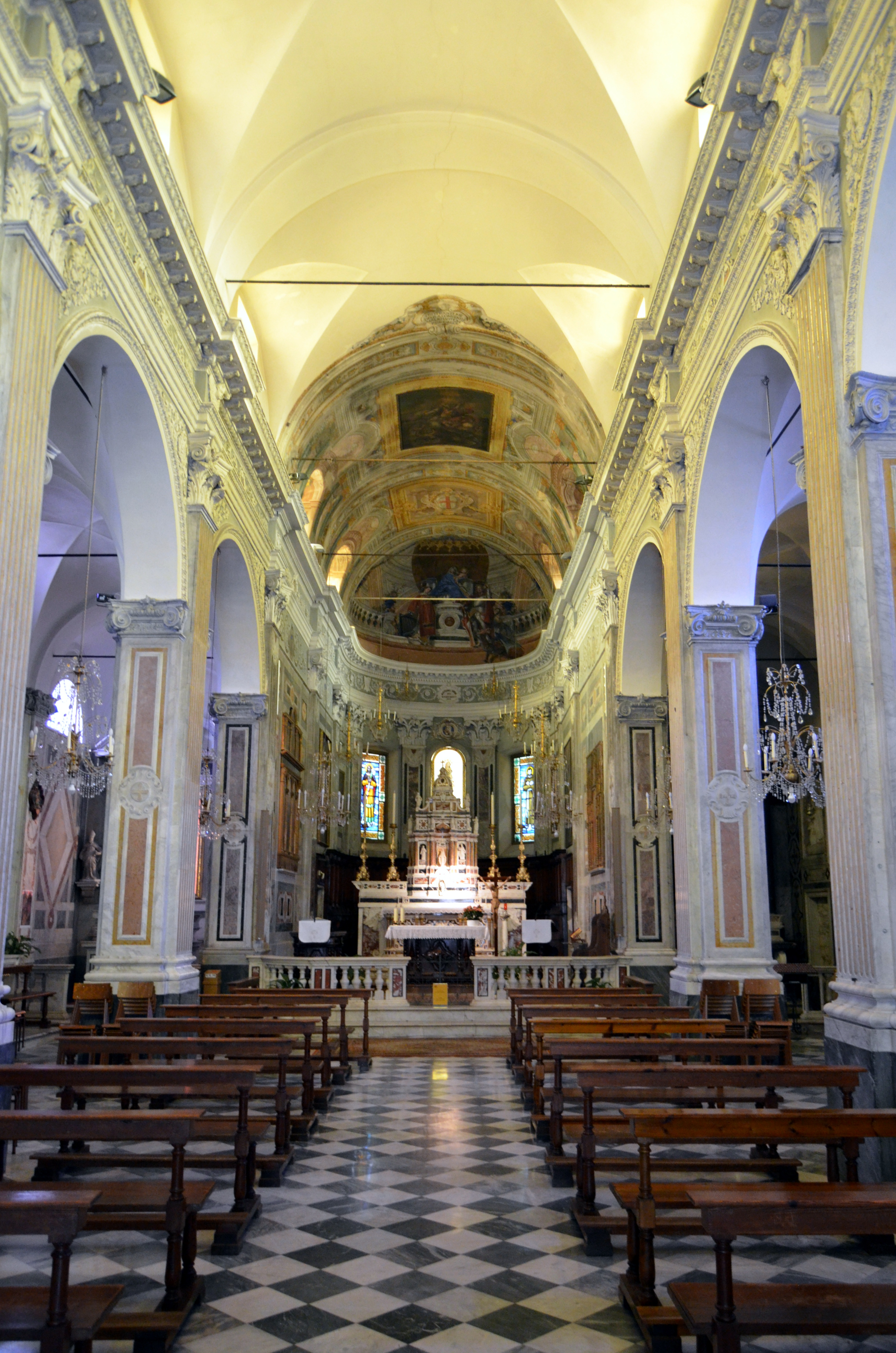
La navata centrale.

La sua edificazione risalirebbe al 1396 ad opera del primo prevosto Mechiorre Moltedo di Moneglia che aveva ricevuto l'incarico dall'arcivescovo di Genova Giacomo Fieschi e fu consacrata a san Giorgio. Nel 1494 fu assegnata ai frati Francescani, ma con la riserva dei diritti e doveri parrocchiali spettanti al rettore della stessa chiesa. La parrocchia fu istituita nel 1414 dall'arcivescovo di Genova monsignor Pileo de' Marini scorporandola dalla precedente comunità parrocchiale di Santa Croce.
Al suo interno conserva un gruppo ligneo di San Giorgio e il drago dello scultore genovese Pietro Galleano; una tela di San Giorgio che uccide il drago attribuita a Peter Paul Rubens; un polittico con san Lorenzo tra santa Chiara, san Paolo, san Francesco e san Leonardo con nella cuspide un Battesimo di Cristo, attribuito a Giovanni da Pisa; un polittico con san Ludovico in trono fra i santi Antonio abate, Ambrogio, Stefano, Nicola e altri santi inseriti nella cuspide e nella predella, di Giovanni da Barbagelata; una Madonna con san Pietro, santo vescovo e anime purganti di Carlo Dolci; una Adorazione dei Magi di Luca Cambiaso nativo di Moneglia.

## Il chiostro

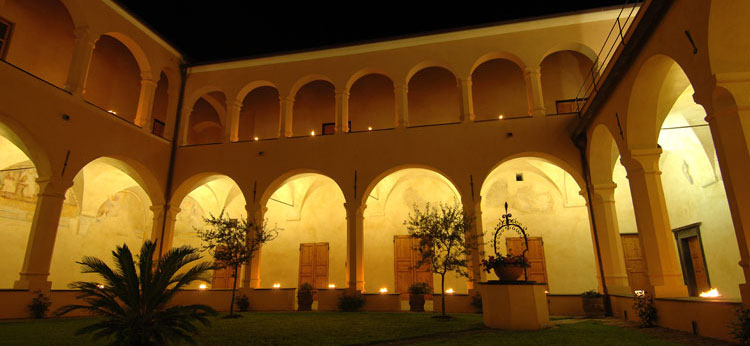
Il chiostro in notturna

L'adiacente chiostro fu eretto dai frati Francescani nel 1484 con il supporto dell'allora doge della Repubblica di Genova Paolo Fregoso, nonché arcivescovo di Genova, che ottenne il consenso dal pontefice Sisto IV. Nei secoli successivi, dapprima il decreto napoleonico e il successivo del Regno d'Italia nel 1866, compromise l'attività del chiostro tanto che i frati abbandonarono definitivamente Moneglia.
Il chiostro è costituito da due porticati, uno interno ed uno esterno. All’interno si trovano un pozzo, all’angolo Nord Est e, al centro Ovest, un “risseu” con lo stemma di papa Pio XII (1939-1958), a testimoniare il momento in cui il chiostro passò sotto l’ordine ecclesiastico. 
Nelle volte e nelle lunette sono raffigurate storie legate alla vita di san Francesco, tipiche dei conventi francescani, datate presumibilmente al XVII secolo. Sulla parete Sud è presente un’edicola in marmo, datata 1455, con due figure in piedi, una con l’aureola e l’altra con le ali, mentre sulla parete Nord è murato un medaglione raffigurante un agnello, che rappresenta Gesù che invita i suoi discepoli a seguirlo. Nell’angolo Nord, sotto il porticato, si trova una misura per grano, del XVI secolo, di provenienza incerta, con lo stemma di Genova.
Oggi l'impianto è stato convertito in un esclusivo Bed and breakfast, membro del Historic Hotels of Europe.